# 5e Pantserdivisie (Canada)

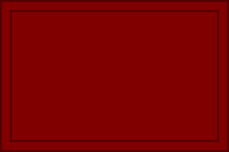
Insigne van het Canadese 5e Pantserdivisie

De 5e Canadese Pantserdivisie (Engels: 5th Canadian (Armoured) Division) was een Canadese pantserformatie die actief was tijdens de Tweede Wereldoorlog.

## Geschiedenis
De 5e Pantserdivisie werd in 1939 opgericht en arriveerde eind 1941 in Groot-Brittannië. De Pantserdivisie was twee jaar gelegerd in Groot-Brittannië en werd in november 1943 naar het Middellandse Zeegebied verplaatst. De divisie werd ingedeeld bij het Eerste Canadese Legerkorps.
De 5e Pantserdivisie nam tot eind 1944 deel aan de Italiaanse Veldtocht. Ze waren onder ander betrokken bij gevechten aan de Hitler Linie in mei 1944 en bij de Gotische Linie in augustus 1944. In januari 1945 werd de pantserdivisie overgeplaatst naar België. Na aankomst werd de pantserdivisie toegevoegd aan het Eerste Canadese Leger. Daar was de 5e Pantserdivisie betrokken bij de overtocht over de rivier de Rijn, de Slag om Otterlo en de bevrijding van Delfzijl.

## Bevelhebbers
- juni 1941 – januari 1943: generaal-majoor E.W. Sansom
- januari 1943 – oktober 1943: generaal-majoor C.R.S. Stein
- oktober 1943 – januari 1944: generaal-majoor G.G. Simonds
- januari 1944 – maart 1944: generaal-majoor E.L.M. Burns
- maart 1944 – juni 1945: generaal-majoor B.M. Hoffmeister